# سیاه‌کوه (املش)
سیاهکوه یک منطقهٔ مسکونی در ایران است که در استان گیلان واقع شده‌است. براساس سرشماری مرکز آمار ایران در سال ۱۳۹۵، سیاهکوه ۳۶ نفر جمعیت دارد.